# Lennart Billgren

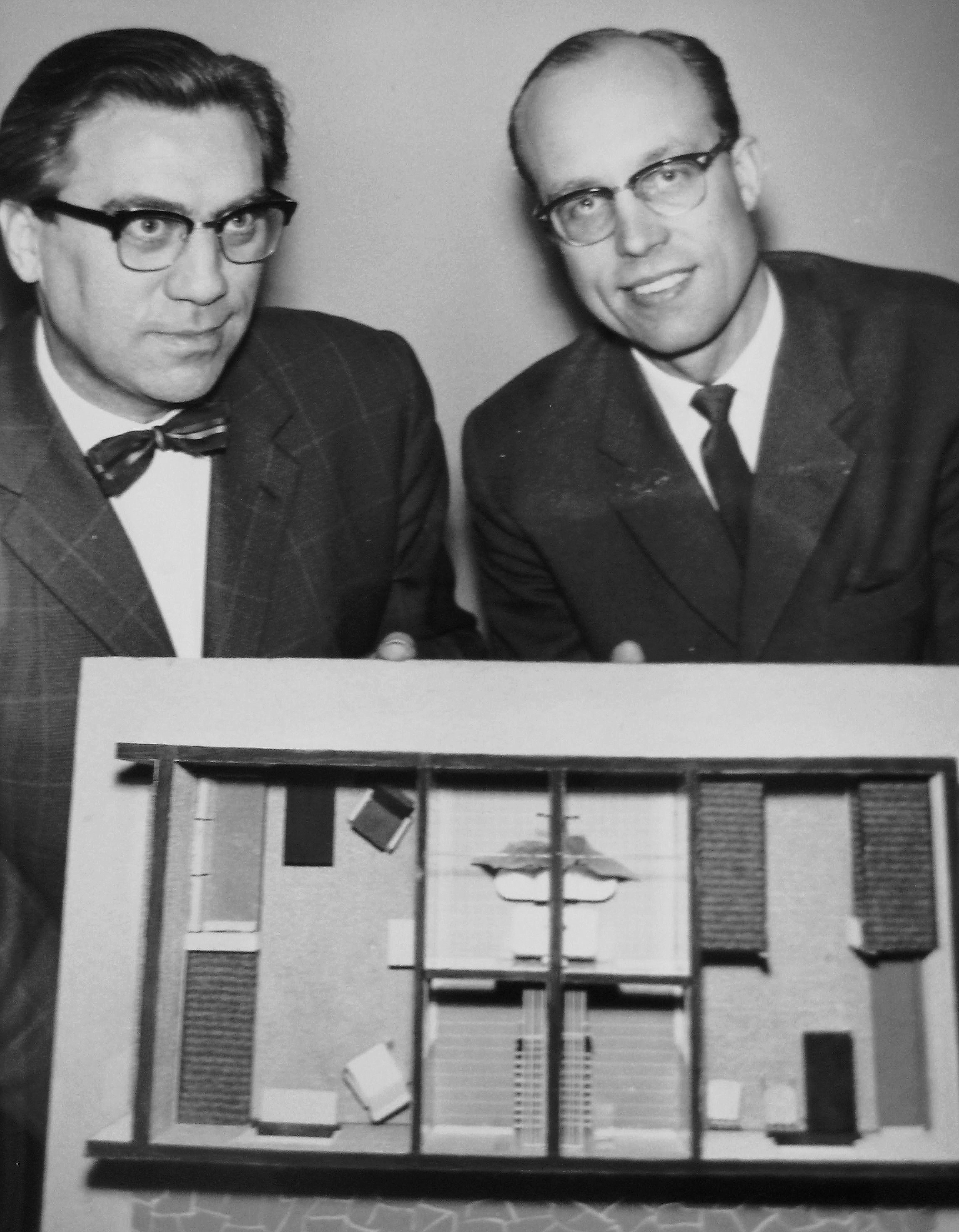
Lennart Billgren, till vänster, med modell av Esso Motorby.

Lennart Billgren, född 4 oktober 1916 i Stockholm, död där 3 februari 1977, var en svensk arkitekt.
Han utbildades 1943 till inredningsarkitekt hos Carl Malmsten varefter han drev drev inredningskontor i Stockholm till 1953. Bland arbetena återfinns inredningen av huvudpostkontoret i Stockholm 1953 och museirummet "Brevets historia" i Postmuseum 1951. 1958 utexaminerades han från Chalmers tekniska högskola och drev från 1960 egen arkitektverksamhet.
Han projekterade Esso Motorhotellkedja som påbörjades i Laxå 1961 med planerade stationer över hela Europa. Han var chefsarkitekt för uppförandet av den ryska ambassaden, och svarade där även för inredningen i representationshallen med den så kallade Björksalen med intarsia i masurbjörk. 
Han har planerat bostadsområdena Saltäng i Laxå och Kälvesta i Spånga.

## Bilder

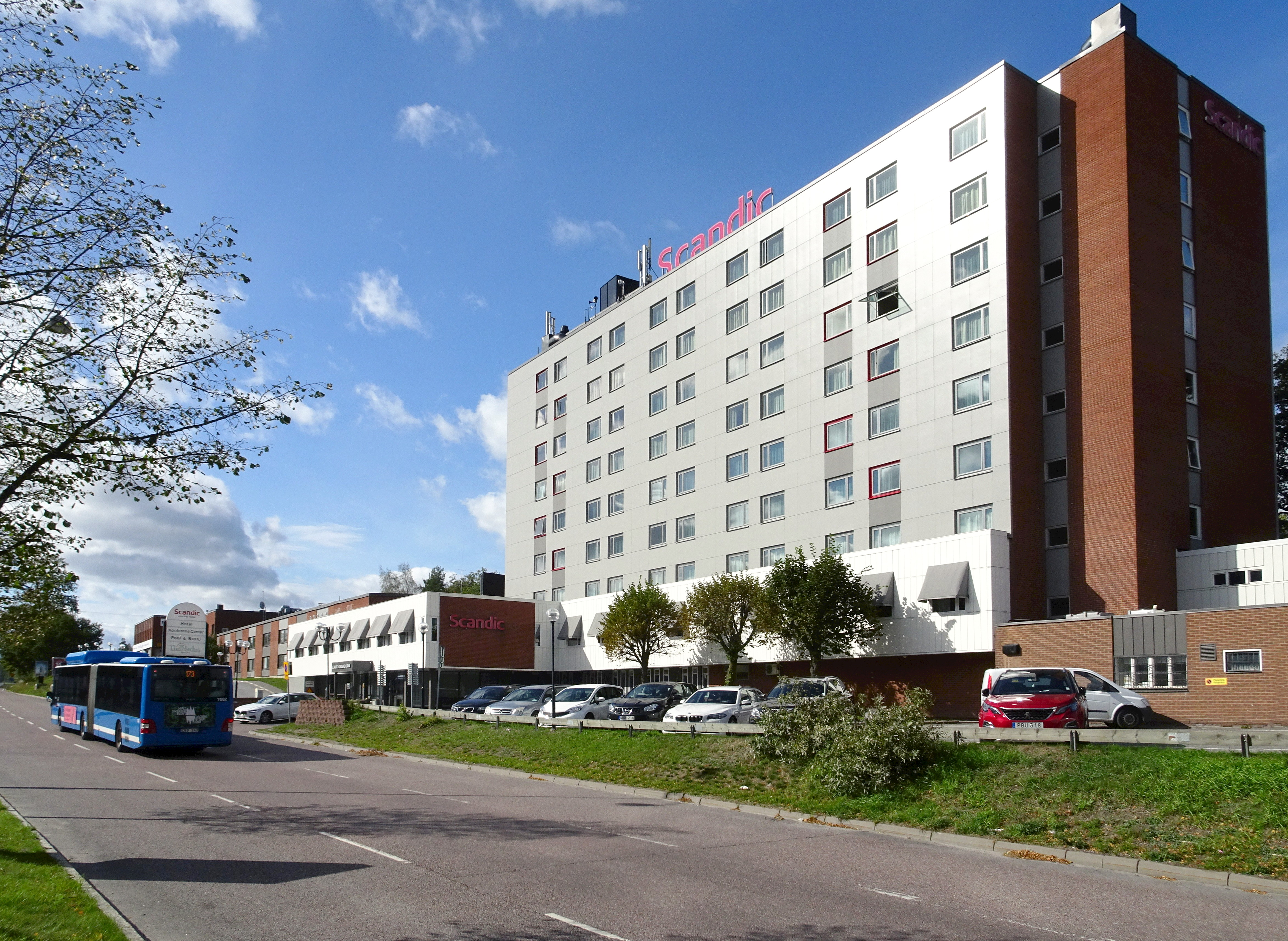
Före detta Esso Motorhotell Kungens kurva (1968).
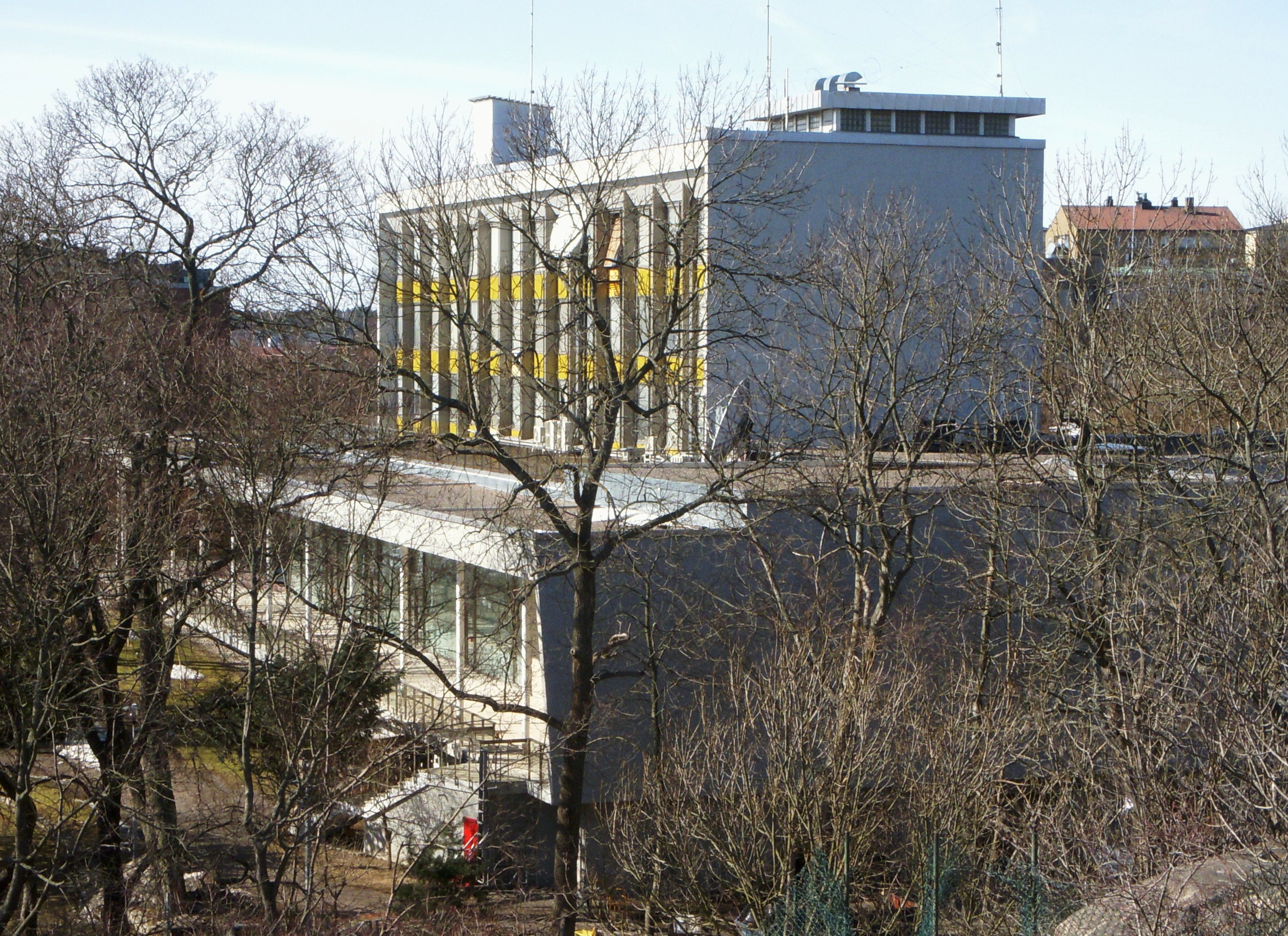
Rysslands ambassad i Stockholm (1972).
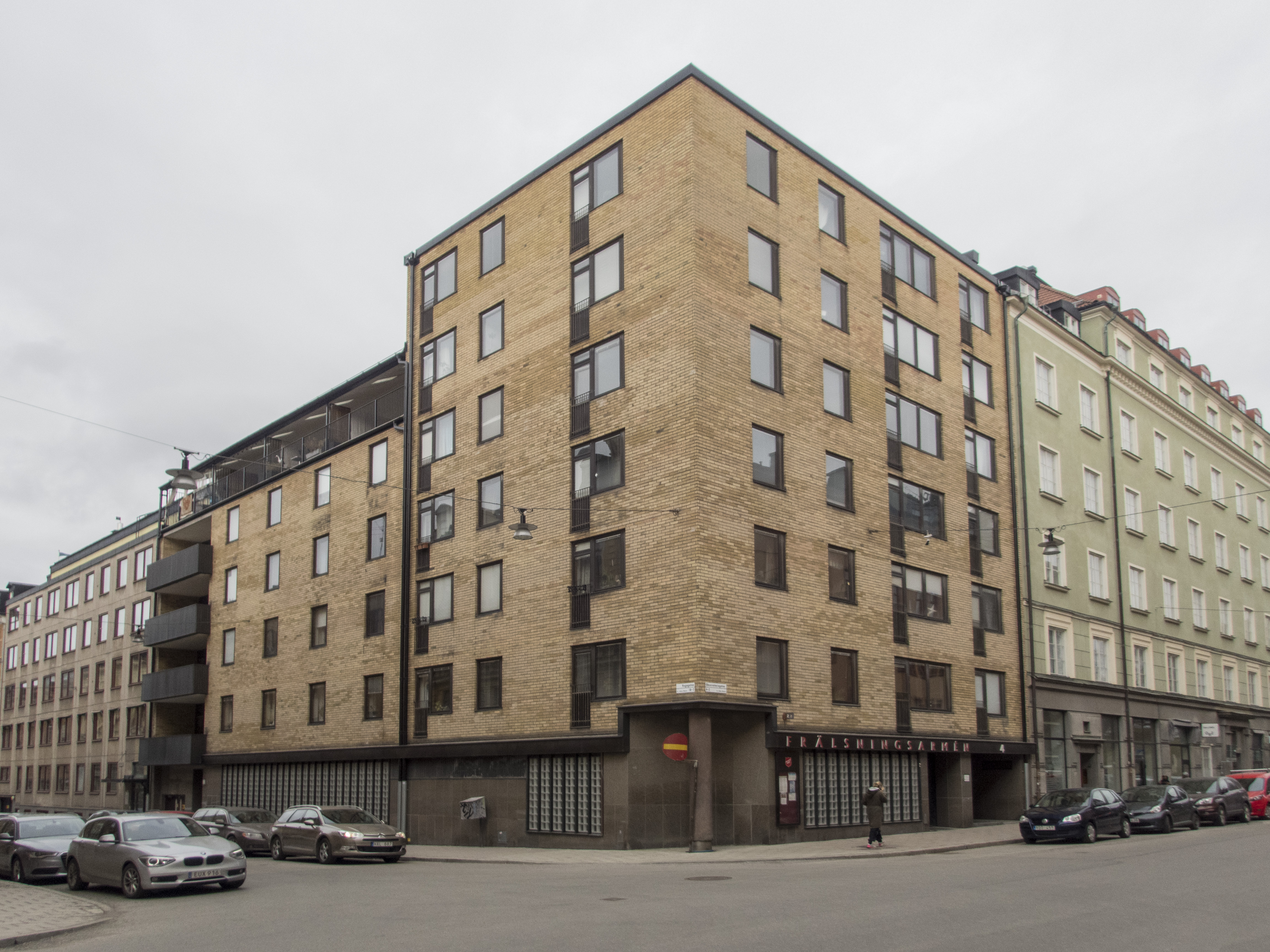
Adlern Mindre 25, Observatoriegatan 4 (1969-1970).